# Cassinopsis tinifoiia
Cassinopsis tinifoiia är en tvåhjärtbladig växtart som beskrevs av William Henry Harvey. Cassinopsis tinifoiia ingår i släktet Cassinopsis och familjen Icacinaceae. Inga underarter finns listade i Catalogue of Life.